# 객사

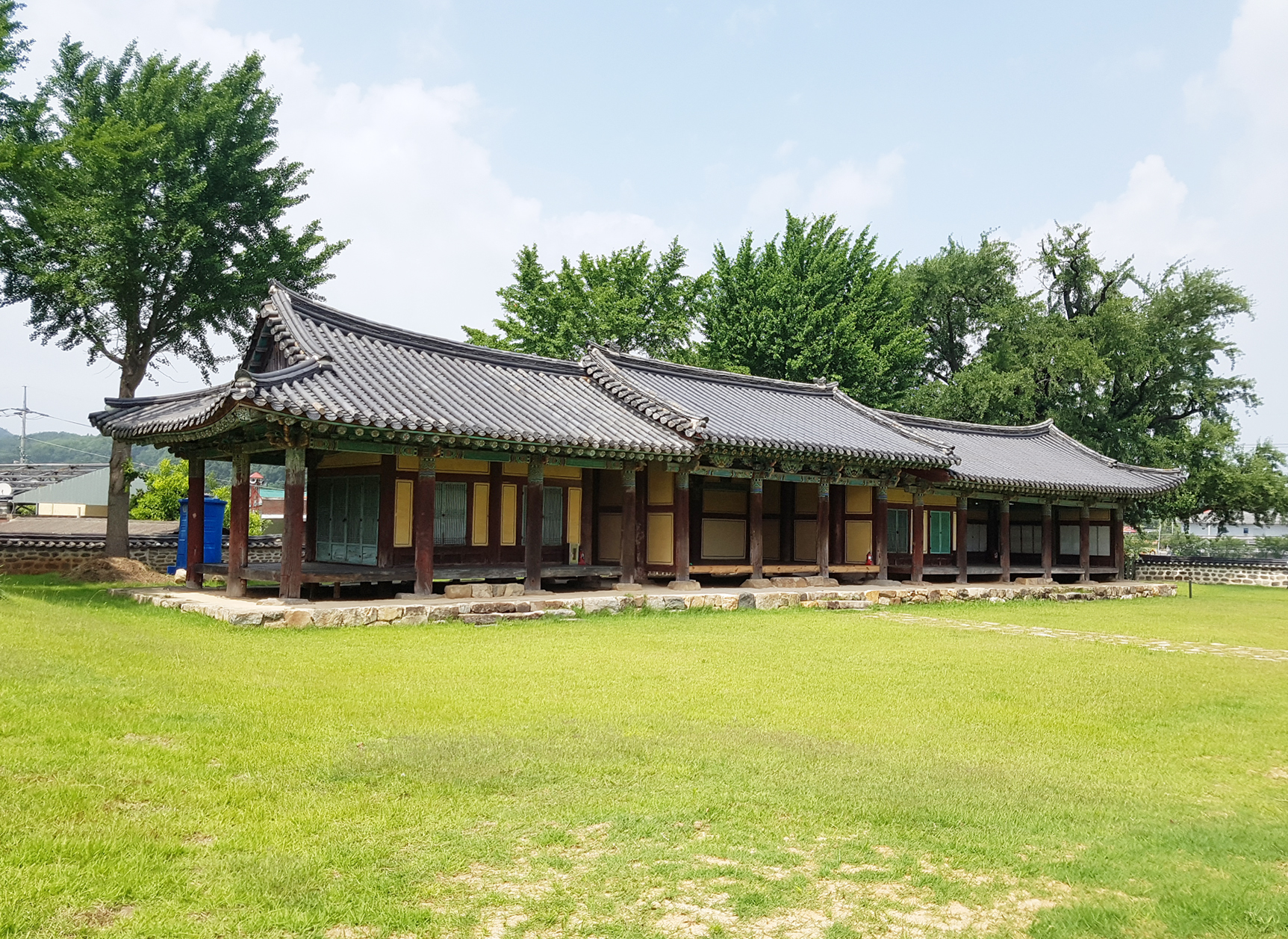
충청도 홍산현 객사 (전형적인 형태의 객사 건물)

객사(客舍)는 조선왕조 지방 관청 또는 군영의 여러 건물군 가운데 하나이다. 객관(客館)이라고도 하는 객사는 왕을 상징하는 전패(殿牌)를 봉안한 지방관의 의례 공간이며, 동시에 지역을 방문하는 사신의 숙박 시설로 기능하였다. 때문에 지방 행정관청 건물보다 격이 높은 시설로 운영되었으며, 고을 또는 읍성의 가장 좋은 자리에 가장 큰 규모로 건설되었다.

## 객사 용도
- 지방관 또는 지방 군영의 장수가 궁궐을 향해 절하는 망궐례 의식 거행 (매월 초하루와 보름에 시행)
- 국왕이 하사하는 물품이나 문서를 받는 의례를 행하는 곳
- 지방관 또는 사신이 왕에게 글을 올리는 의례를 행하는 곳[2]
- 관원이 부임할 때 부임지 도착에 관한 의례를 행하는 곳
- 지방관이 관찰사를 맞이하는 의례를 행하는 곳 (관찰사가 정기적으로 도내 각 지역을 순행할 때)
- 지역을 방문하거나 경유하는 관리를 지방관이 접대하고 문관, 무관이 숙박하는 용도 (접객)

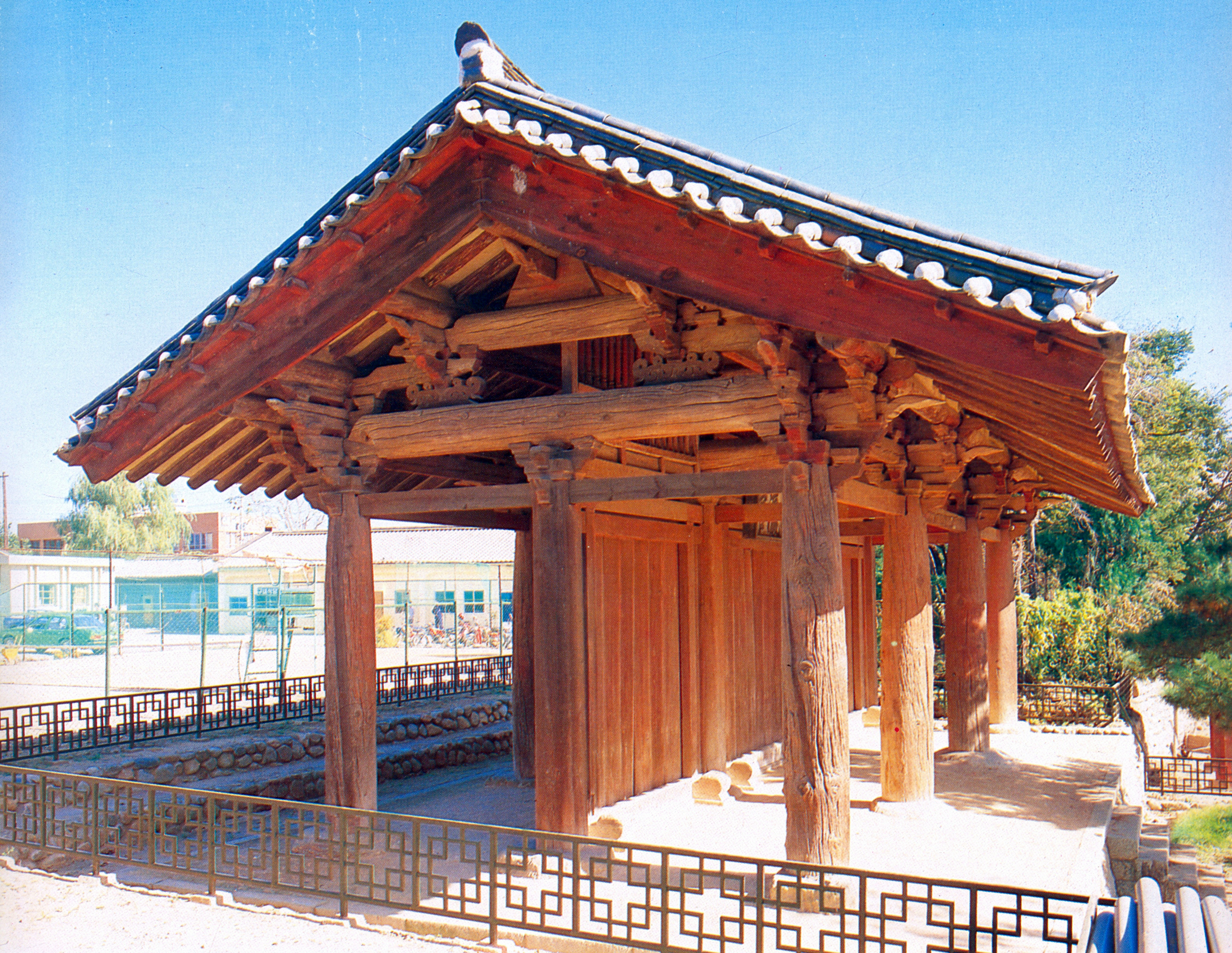
강원도 강릉도호부 객사 중문 (외삼문)

## 건물 구조
객사 건물군(群)의 기본 구성은 정청, 동익헌, 서익헌, 내삼문, 외삼문 체제이다.
- 정청(正廳) : 전패를 모신 공간이다. 객사 본청 건물의 중앙부이며, 전청(殿廳)이라고도 한다.[3]
- 동익헌(東翼軒) : 객사 본청의 왼쪽 건물이다.[4] 문관(文官) 관원의 숙박 용도로 활용되었다.[5]
- 서익헌(西翼軒) : 객사 본청의 오른쪽 건물이다. 주로 무관(武官) 관원의 숙박 용도로 활용되었다.[6]
- 중대청(中大廳) : 정청 앞에 별도의 대청인 중대청을 두는 경우도 있었다. 강릉 객사가 대표적이다.
- 내삼문(內三門) : 객사 정문에서 객사 정청으로 이어지는 경로에 있는 문이다.[7]
- 외삼문(外三門) : 객사 정문이다. 객사 위치 또는 규모에 따라 내삼문과 비슷한 솟을삼문 형태로 건축되거나 한층 규모가 큰 2층 문루(門樓) 형태로 설치되었다.
- 홍살문(紅箭門) : 외삼문 앞에 붉은색 칠을 한 나무문을 세우기도 하였다.
- 하마대(下馬臺) : 객사를 방문하는 모든 사람이 말에서 내리도록 하는 공간이다. 하마비를 설치한 경우도 있다.

## 건물 목록
현재 존재하는 대표적인 객사 건물은 아래와 같다. 건물 소재지의 행정구역 단위는 조선시대 명칭 기준이다.
- 경기도 안성현 객사 정청 : 보물 제2155호
- 경기도 평택현 객사 : 경기도 유형문화재 제137호
- 충청도 진잠현 객사 기성관(杞城館) :  대전광역시 문화재자료 제29호
- 충청도 홍산현 객사 : 충청남도 유형문화재 제97호
- 충청도 서산군 객사 : 충청남도 유형문화재 제137호
- 충청도 문의현 객사 문산관(文山館) : 충청북도 유형문화재 제49호
- 충청도 회인현 인산객사(仁山客舍) : 충청북도 유형문화재 제116호
- 경상도 선성현 객사 : 경상북도 유형문화재 제29호
- 경상도 상주목 객사 상산관(商山館) : 경상북도 유형문화재 제157호
- 경상도 문경군 관산지관(冠山之館) : 경상북도 유형문화재 제192호
- 경상도 청도군 객사 도주관(道州館) : 경상북도 유형문화재 제212호
- 경상도 청송군 객사 운봉관(雲鳳館) : 보물 제2049호[8]
- 경상도 선산군 객사 : 경상북도 유형문화재 제221호
- 경상도 거제현 객사 기성관(岐城館) : 보물 제2158호[9]
- 경상도 창녕군 객사 : 경상남도 유형문화재 제231호
- 전라도 전주부 객사 풍패지관(豊沛之館) : 보물 제583호
- 전라도 나주목 객사 금성관(錦城館) : 보물 제2037호
- 전라도 무장현 객사 : 전라북도 유형문화재 제34호
- 전라도 순창군 객사 : 전라북도 유형문화재 제48호
- 전라도 낙안군 객사 : 전라북도 유형문화재 제170호
- 강원도 강릉도호부 객사 임영관(臨瀛館) 삼문(三門) : 국보 제51호
- 평안도 성천도호부 객사 동명관(東明館) : 북한 국보 문화유물 제32호

### 영진 객사
현존 객사 가운데 조선시대 지방 군부대인 각급 영진보(營鎭堡)에 설치되었던 건물은 아래와 같다.
- 경상도 삼도수군통제영(통영) 객사 세병관(洗兵館) : 국보 제305호
- 경상도 거제현 장목진(長木鎭) 객사[10] : 경상남도 유형문화재 제189호
- 전라도 순천(여수) 전라좌도수군절도영 객사 진남관(鎭南館) : 국보 제304호
- 전라도 완도 가리포진 객사 : 전라남도 문화재자료 제109호

## 같이 보기
- 관아
- 동헌